# リンゼイ・バーグ
リンゼイ・バーグ（Lindsey Napela Berg、1980年7月16日 - ）は、アメリカ合衆国の元女子バレーボール選手。元アメリカ女子代表選手。名前のリンゼイはリンジーに近い発音で呼ばれることもある。

## 来歴
ハワイ州ホノルル出身。ミネソタ大学在学中には、All-Big Ten selectionに3度選出されて、2001年に卒業。
2004年のアテネオリンピック女子代表に選出され、2008年に2度目のオリンピックとなる北京オリンピックでは、チームの銀メダル獲得に貢献した。
2012年のロンドンオリンピックではキャプテンとして出場して銀メダルを獲得した。

## 球歴

### ナショナルチーム出場歴
- 2004
  - アテネオリンピック （5位）
  -  ワールドグランプリ
  -  モントルーバレーマスターズ
- 2005
  -  NORCECA大陸選手権
  -  2006年バレーボール世界選手権予選
  - ワールドグランプリ（予選敗退）
- 2006
  - ワールドグランプリ （7位）
- 2007
  -  ワールドカップ
  -  NORCECA女子選手権
- 2008
  -  北京オリンピック
  - ワールドグランプリ （4位）
- 2010
  - 世界選手権 （4位）
  -  ワールドグランプリ
- 2011
  -  ワールドカップ
  -  ワールドグランプリ
- 2012
  -  ロンドンオリンピック
  -  ワールドグランプリ

### 獲得タイトル
- 2003年 - パンアメリカン杯 ベストセッター
- 2004年 - パンアメリカン杯 ベストセッター
- 2005年 - NORCECA選手権 ベストセッター
- 2005年 - パンアメリカン杯 ベストセッター
- 2011年 - NORCECA選手権 ベストセッター

## 所属クラブ
- スカボリーニ・ペーザロ （2004-2007年）
- アシステル・ノヴァーラ （2007-2008年）
- GSOヴィッラ・コルテーゼ （2009-2012年）
- フェネルバフチェ （2012-2013年）